# Évacuation d'Afghanistan en 2021
L'évacuation d'Afghanistan en 2021 ou l'évacuation de Kaboul de 2021 est un pont aérien à grande échelle ayant eu lieu dans le contexte du retrait des forces américaines et de l'OTAN de la guerre en Afghanistan, et de l'offensive des talibans en Afghanistan en 2021. Après la chute de Kaboul le 15 août 2021 et l'effondrement de la république islamique d'Afghanistan, l'aéroport international Hamid Karzai est resté la seul zone non contrôlée par les talibans en Afghanistan, protégé par plusieurs milliers de soldats de l'OTAN pendant toute la durée du pont aérien.
Bien que certains pays aient déjà initié des efforts d'évacuation à petite échelle dans les mois précédant août 2021, comme l'opération Allies Refuge américaine, et l'opération britannique Pitting, l'effondrement du gouvernement afghan s'est produit plus tôt que ne l'avaient estimé les projections des services de renseignement, et les efforts d'évacuation sont devenus beaucoup plus urgents. Plusieurs pays ont ainsi lancé de nouvelles opérations d'évacuation, telles que l'opération canadienne AEGIS et l'opération indienne Devi Shakti (en).
Les opérations d'évacuation ont été l'un des plus grands ponts aériens de l'histoire,. Entre le 14 et le 25 août, les États-Unis ont évacué environ 82 300 personnes de l'aéroport international Hamid-Karzai dont des citoyens américains, des demandeurs de visa d'immigrant spécial (en) et d'autres Afghans vulnérables. Plus de 120 000 personnes ont été transportées par avion à l'étranger par les puissances occidentales.

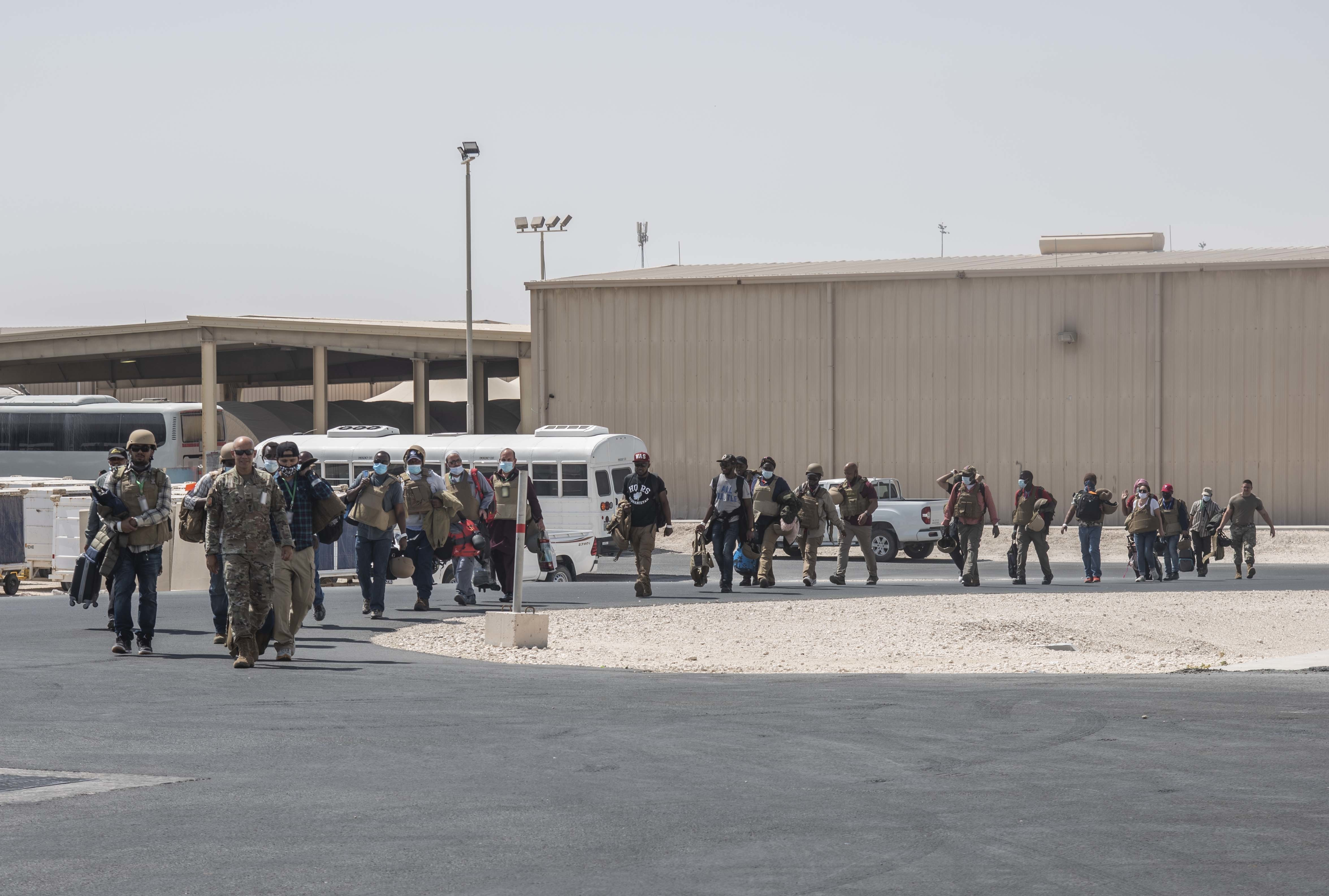
Le personnel de l'ambassade des États-Unis arrive à la base aérienne d'Al Udeid au Qatar en provenance d'Afghanistan le 15 août 2021

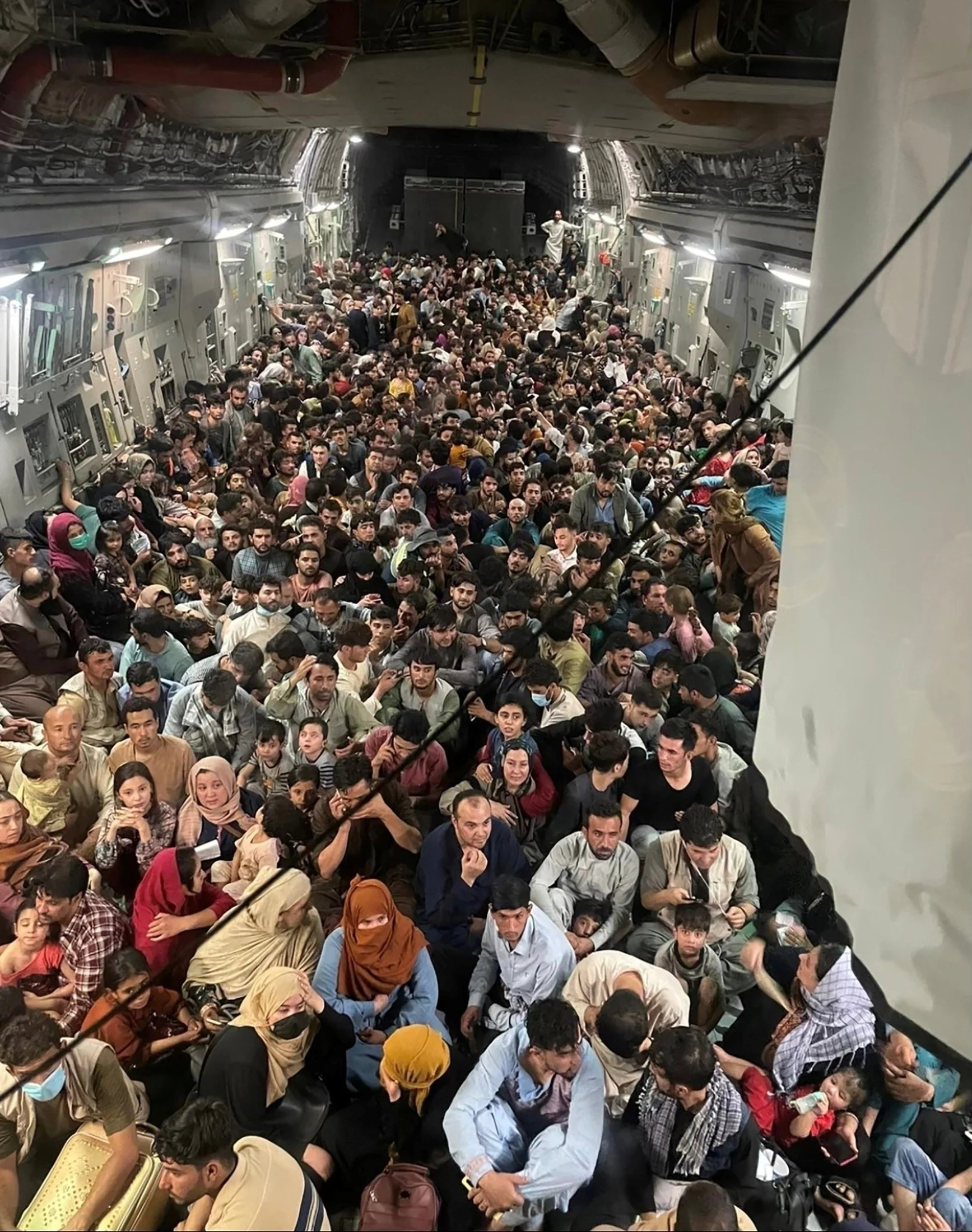
Un C-17 évacuant 823 passagers hors de Kaboul le 15 août

## Contexte
À la suite du processus de paix afghan (en), les États-Unis et les talibans ont signé l'accord de Doha en février 2020. En conséquence, les États-Unis ont accepté de retirer toutes leurs forces américaines d'Afghanistan d'ici le 1er mai 2021,. Les talibans n'ont pas honoré la plupart des engagements pris dans l'accord. Néanmoins, l'administration Biden a décidé de poursuivre le retrait prévu, bien qu'elle ait repoussé la date d'achèvement au 31 août 2021,.
Les talibans et les groupes militants alliés ont lancé une offensive généralisée le 1er mai 2021, parallèlement au retrait de la plupart des troupes américaines d'Afghanistan. Dans les mois qui ont suivi, les talibans ont pris le contrôle de l'Afghanistan en négociant des redditions massives d'unités de l'armée nationale afghane et leur offensive militaire, en capturant des capitales provinciales et en étendant leur contrôle de 77 districts le 13 avril à 104 districts le 16 juin à 223 quartiers le 3 août. En juillet 2021, l'US Intelligence Community a estimé que le gouvernement afghan pourrait s'effondrer entre six et 12 mois après le départ des troupes américaines . Les agences de renseignement ont par la suite réduit l'estimation à un mois.
Cependant, le gouvernement s'est effondré en quelques jours, beaucoup plus rapidement que beaucoup ne l'avaient prévu. L'armée nationale afghane, mal dirigée et affaiblie par une corruption généralisée, a été laissée dans le chaos, n'ayant que deux unités restées opérationnelles à la mi-août : le 201e corps et la 111e division, tous deux basés à Kaboul. Les projections du renseignement se sont rapidement détériorées . Le 14 août, les talibans avaient encerclé Kaboul. Le 15 août, Kaboul est tombée et les talibans ont annoncé leur victoire dans la guerre d'Afghanistan.
Pendant la prise de pouvoir des talibans s'est faite sentir de plus en plus vivement l'urgence de l'évacuation des populations vulnérables : interprètes et assistants qui avaient travaillé aux opérations Enduring Freedom, Freedom's Sentinel et Resolute Support ou à la force internationale d'assistance et de sécurité, Hazaras et autres minorités, femmes vulnérables, etc.

## Chronologie

### À partir du 12 août
Alors que les talibans s'étaient emparés de tous les postes frontaliers, l'aéroport de Kaboul restait la seule route sûre pour sortir d'Afghanistan. Après la chute d'Hérat le 12 août, les États-Unis et le Royaume-Uni ont annoncé le déploiement de 3 000 et 600 de leurs soldats, respectivement, à l'aéroport de Kaboul afin d'assurer le transport aérien de leurs ressortissants, du personnel de l'ambassade et des citoyens afghans qui ont travaillé avec les forces de la coalition, hors du pays. Des responsables américains ont déclaré que toutes leurs forces devaient encore quitter l'Afghanistan d'ici la fin août. Un mémorandum a été envoyé à tout le personnel de l'ambassade des États-Unis à Kaboul, le 13 août pour réduire « les articles avec les logos de l'ambassade ou de l'agence, les drapeaux américains ou les articles qui pourraient être utilisés à mauvais escient dans des efforts de propagande ». De petits panaches de fumée pouvaient être vus près du toit de l'ambassade alors que des diplomates détruisaient rapidement des documents classifiés et d'autres documents sensibles. Parmi les documents détruits figuraient les passeports de civils afghans qui avaient demandé des visas.[réf. nécessaire]

### 15 et 16 août
Alors que les talibans encerclaient et commençaient à entrer dans Kaboul, des hélicoptères CH-47 Chinook, UH-60 Black Hawk et CH-46 Sea Knight du département d'État ont commencé à atterrir à l'ambassade des États-Unis pour effectuer des évacuations. Un convoi de SUV blindés a quitté l'enceinte de l'ambassade et un hélicoptère d'attaque aurait été vu en train de déployer des fusées éclairantes dans la zone pour se défendre contre d'éventuelles fusillades . Avec le personnel de l'ambassade, 5 000 soldats américains et quelques soldats de l'OTAN sont restés dans la ville,. Le gouvernement américain a ensuite autorisé le déploiement de 1 000 soldats supplémentaires de la 82e division aéroportée à l'aéroport, renforçant la présence de troupes à Kaboul à 6 000 pour faciliter les évacuations.
La panique s'est propagée parmi la population civile lorsque les talibans ont commencé à s'emparer de la capitale, de nombreux citoyens se sont précipités chez eux ou à l'aéroport, qui est resté sous contrôle de l'OTAN après la dissolution du gouvernement afghan,,. Une situation chaotique s'est développée alors que des milliers de civils afghans en fuite se sont précipités vers l'aéroport de Kaboul, avec des centaines de personnes se pressant sur le tarmac pour tenter de prendre des vols hors de la ville ; certains avaient escaladé les murs d'enceinte pour entrer sur la piste d'atterrissage,. Des hélicoptères de l'US Air Force ont survolé la zone à basse altitude pour tenter de contrôler la foule, des soldats ont lancé des grenades fumigènes et ont parfois tiré des coups de semonce en l'air pour disperser les personnes qui tentaient de monter à bord d'un avion de force,,. Des séquences vidéo ont été publiées montrant des centaines de personnes courant à côté d'un avion de transport C-17A en mouvement de l'US Air Force circulant sur la piste; certaines personnes pouvaient être vues accrochées à l'avion, juste en dessous de l'aile. D'autres couraient à côté s'agitant et criant. Au moins deux personnes, dans une tentative apparente de s'enfuir, auraient chuté du train d'atterrissage immédiatement après le décollage. Un autre corps a ensuite été retrouvé dans le train d'atterrissage du C-17. L'une des victimes est identifiée comme étant Zaki Anwari, qui avait joué pour l'équipe nationale de football junior d'Afghanistan. Trois corps, dont celui d'une femme, ont également été retrouvés sur le sol à l'extérieur près de l'aérogare, mais la cause de leur décès n'est pas claire, bien que certains observateurs ont émis l'hypothèse qu'ils pourraient être morts lors d'une bousculade,. La mort de sept personnes a finalement été confirmée lors de l'évacuation de l'aéroport, dont deux hommes armés abattus après avoir tiré sur des soldats américains, selon le DOD. Les soldats n'ont pas été blessés et les hommes n'ont pas été identifiés,.
Vers 8h30 pm heure locale, des rapports ont émergé que l'ambassade américaine prenait feu. L'ambassade a publié une déclaration demandant aux citoyens américains de la région de s'abriter sur place. Le secrétaire d'État Antony Blinken a annoncé que l'ambassade serait transférée à l'aéroport  car le ministère de la Défense (DOD) y avait pris en charge la sécurité et le contrôle du trafic aérien. Divers autres pays avaient annoncé leur intention d'évacuer leurs ambassades, notamment l'Espagne, l'Allemagne, le Royaume-Uni, les Pays-Bas et le Danemark,,. Le gouvernement allemand a annoncé qu'il envoyait des avions A400M Atlas avec un contingent de parachutistes pour les évacuations, ajoutant qu'il ne demanderait l'approbation parlementaire requise pour l'opération qu'une fois la mission terminée. Le gouvernement italien a rapporté le transfert de personnel de son ambassade ainsi que les familles de 30 employés afghans à l'aéroport de Kaboul sous la garde des carabiniers pour préparer l'évacuation. L'Inde a préparé des avions de transport C-17 pour évacuer le personnel diplomatique indien, mais avait prévu qu'il faudrait plus de temps aux talibans pour s'emparer de Kaboul. Un groupe de diplomates indiens a été escorté à l'aéroport par les talibans, négociant l'escorte après avoir vu leur sortie de l'ambassade indienne bloquée à plusieurs reprises par les talibans. L'Albanie a déclaré avoir accepté une demande des États-Unis de servir de plaque tournante de transit pour les évacués.
Au moins 22 avions de l'armée de l'air afghane et 24 hélicoptères transportant 585 personnels militaires afghans ont fui vers l'Ouzbékistan. Un Embraer EMB 314 Super Tucano afghan s'est écrasé après avoir traversé la frontière, les autorités ouzbèkes ont publié des rapports contradictoires sur la cause. Deux avions militaires afghans transportant plus de 100 soldats ont également atterri sur la ville de Bokhtar au Tadjikistan .
Un vol d'Emirates Airlines à destination de Kaboul a été détourné puis renvoyé à Dubaï  et la compagnie aérienne des Émirats arabes unis Flydubai a annoncé qu'elle suspendrait ses vols vers Kaboul le 16 août. Le 16 août, la plupart des autres compagnies aériennes avaient également annoncé la suspension de leurs vols vers Kaboul. L'Autorité afghane de l'aviation civile (en) a annoncé qu'elle avait libéré l'espace aérien de Kaboul à l'armée et a averti que tout transit à travers l'espace aérien de Kaboul sera incontrôlé.
Le DOD a confirmé le 16 août que le général Kenneth F. McKenzie Jr., commandant du Commandement central des États-Unis, avait rencontré les dirigeants talibans (en) au Qatar pour conclure un accord. Les talibans auraient accepté de permettre aux vols d'évacuation américains à l'aéroport de Kaboul de se dérouler sans entrave. Les ponts aériens internationaux des évacués avaient repris le 17 août après un arrêt temporaire pour dégager la piste des civils , le DOD ayant confirmé que l'aéroport était ouvert à tous les vols militaires et à des vols commerciaux limités. Les responsables du Pentagone ont ajouté que les efforts d'évacuation devaient s'accélérer et se poursuivre jusqu'au 31 août.
Al Jazeera, relayant le suivi des publications de données de vol sur Twitter, a déclaré qu'entre le 15 et le 16 août, au moins 170 vols militaires ont volé en provenance des pays dont les États-Unis (128) ; le Royaume-Uni (12) ; France (6) ; Canada (5); Allemagne (4) ; Italie (3) ; Australie (3) ; Inde (2) ; Autriche (1) ; Belgique (1) ; Danemark (1) ; Pays-Bas (1) ; Suède (1) ; Espagne (1) ; et Turquie (1).
Une photo de plus de 800 réfugiés entassés dans un C-17 américain décollant de Kaboul a été largement partagée sur les réseaux sociaux,. Le journal français Le Monde a déclaré que la photo était devenue un symbole de la fuite devant les talibans. Une autre vidéo est devenue virale le 17 août, où un homme tentant de s'échapper du pays s'est enregistré lui-même et d'autres accrochés à un avion militaire C-17. Une photographie d'un soldat américain tenant le drapeau de l'ambassade américaine enroulé pendant les évacuations est apparue et a été diffusée par les médias.
Le 16 août, le Gouvernement des Philippines (en) a ordonné l'évacuation obligatoire des ressortissants philippins en Afghanistan sous les auspices du ministère des Affaires étrangères et de l'ambassade des Philippines à Islamabad (qui est accréditée en Afghanistan). Sur les 173 ressortissants philippins présents, 78 ont accepté les efforts de rapatriement du gouvernement tandis que certains ont accepté l'aide de leurs entreprises. Le gouvernement philippin a également accepté des réfugiés d'Afghanistan.

### 17-22 août

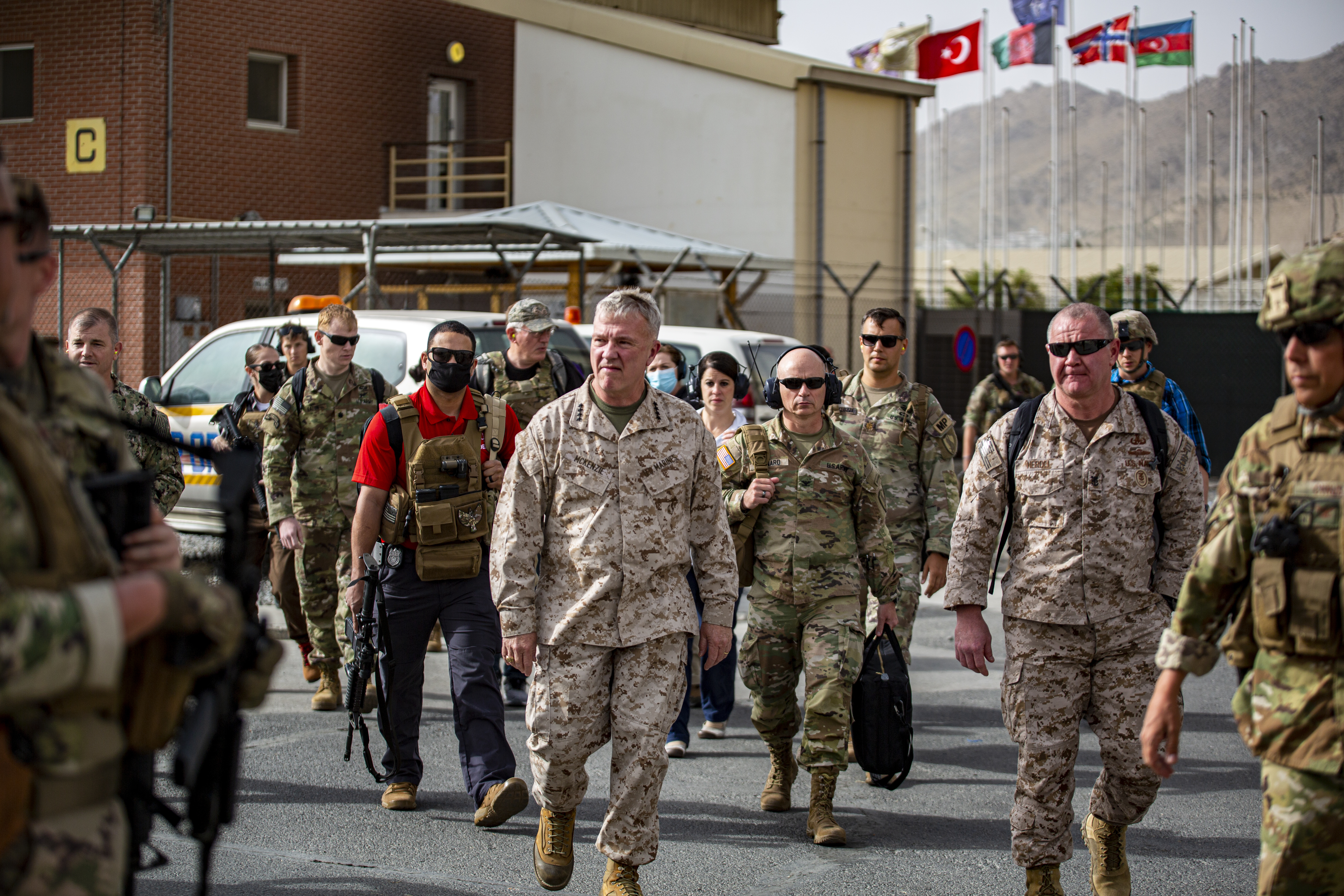
Le général Kenneth F. McKenzie Jr. (au centre), commandant du Commandement central des États-Unis, à l'aéroport de Kaboul le 17 août 2021

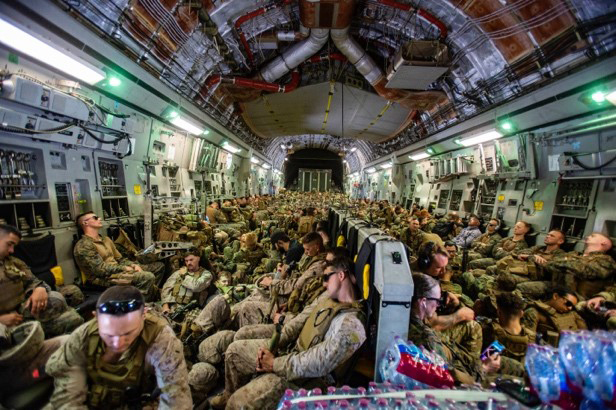
Les Marines affectés à la 24e MEU s'envolent pour l'Afghanistan le 17 août

Le 18 août, il a été signalé qu'un interprète afghan qui avait travaillé pour l'armée australienne avait été touché à la jambe par les talibans alors qu'il franchissait un poste de contrôle menant à l'aéroport. Le même jour, il a en outre été signalé que le premier vol d'évacuation australien avait décollé de l'aéroport avec seulement 26 personnes à bord, malgré une capacité de plus de 120 personnes . Le premier vol d'évacuation allemand de la veille avait également transporté un faible nombre d'évacués, décollant avec seulement 7 personnes à bord.

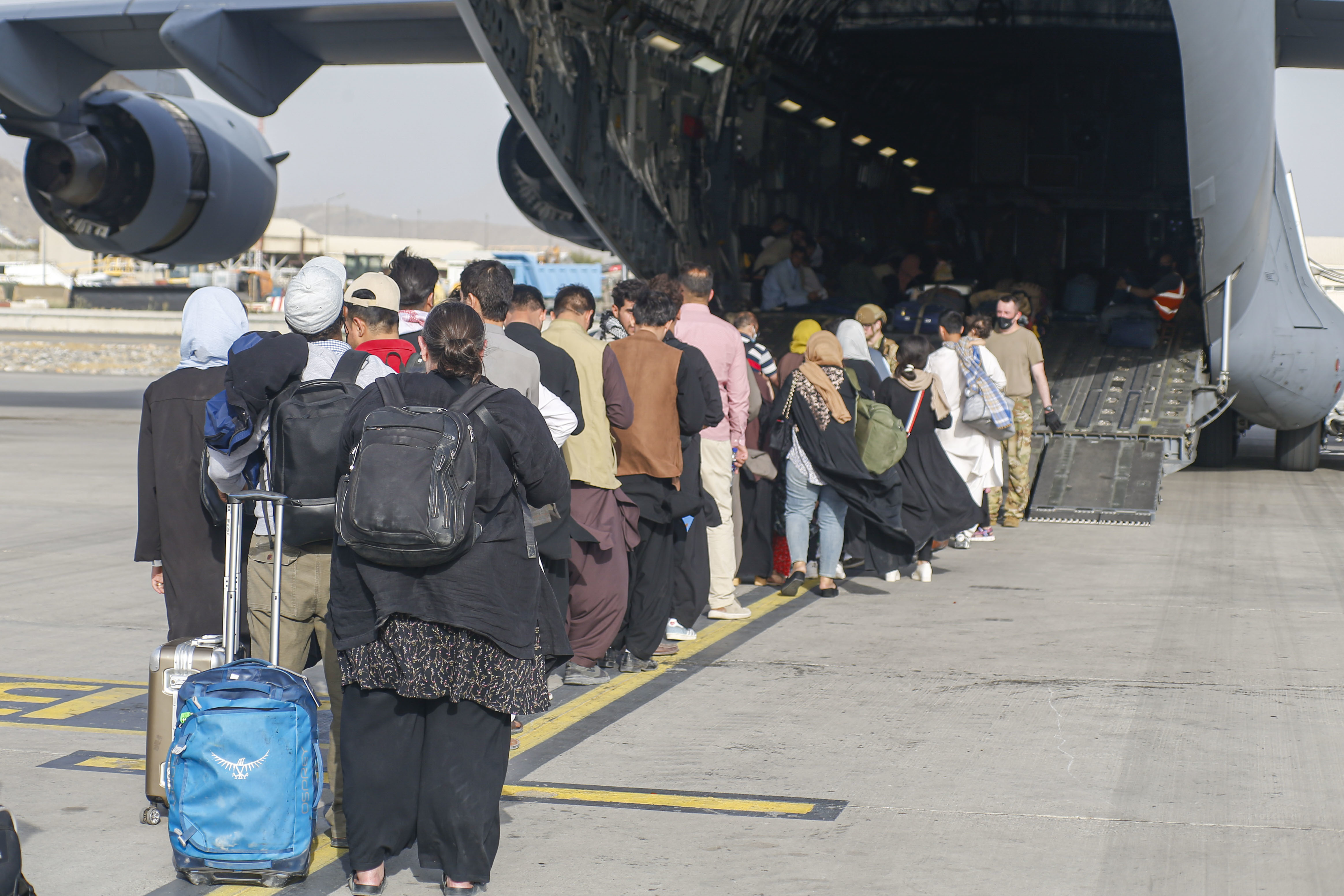
Évacués à bord d'un C-17 Globemaster III à l'aéroport international Hamid Karzai, Afghanistan, le 18 août.

Le 18 août, le haut-commissariat malais en Inde (qui est accrédité auprès de l'Afghanistan) a confirmé qu'il avait aidé un citoyen malaisien à rentrer chez lui plus tôt dans le mois. Il a également confirmé que deux autres ressortissants malais travaillant pour une organisation humanitaire internationale avaient choisi de rester à Kaboul. Le haut-commissariat a exhorté les citoyens malais restants à s'inscrire auprès d'eux pour être rapatriés.
Le 19 août, le secrétaire britannique à la Défense, Ben Wallace, a déclaré que les vols d'évacuation ne pouvaient pas emmener d'enfants non accompagnés après qu'un certain nombre de vidéos publiées sur les réseaux sociaux montraient des familles désespérées tentant de convaincre les soldats de l'OTAN de mettre leurs enfants en sécurité. Le Guardian a rapporté que le gouvernement britannique avait informé les 125 gardes afghans qui gardaient l'ambassade britannique à Kaboul qu'ils ne se verraient pas offrir l'asile au Royaume-Uni parce qu'ils avaient été embauchés par la société de sécurité privée GardaWorld. Les gardes de l'ambassade américaine avaient déjà été évacués. Ce soir-là, le gouvernement finlandais a annoncé qu'il se préparait à envoyer des troupes à l'aéroport pour aider aux évacuations, avec une soixantaine de citoyens finlandais toujours bloqués à Kaboul. Le journal français Libération a obtenu un rapport confidentiel des Nations unies selon lequel les talibans avaient des listes prioritaires d'individus à arrêter et ciblaient également les familles de personnes qui avaient travaillé avec le gouvernement et l'OTAN.

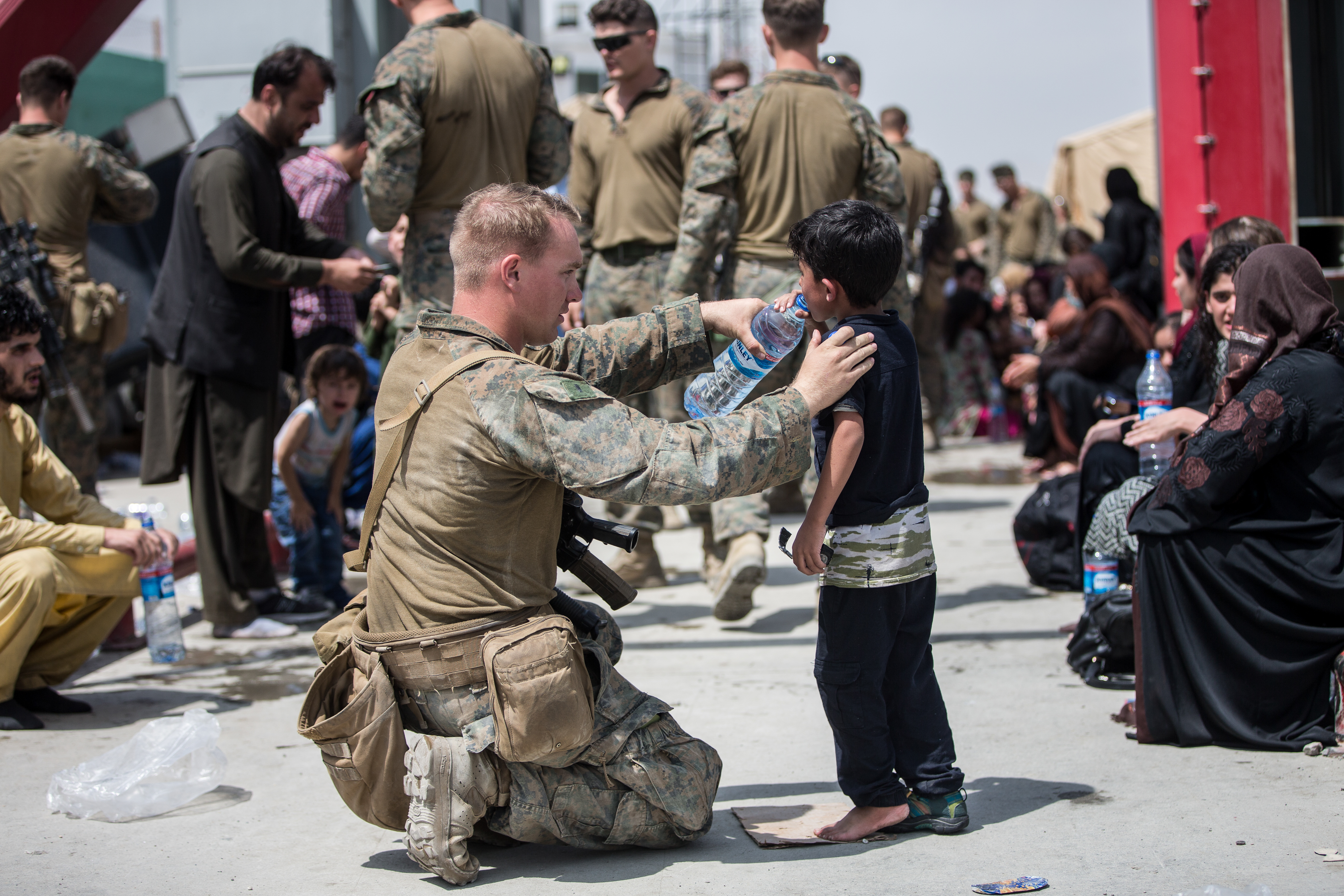
US Marine fournit de l'eau douce à un enfant lors d'une évacuation à l'aéroport de Kaboul

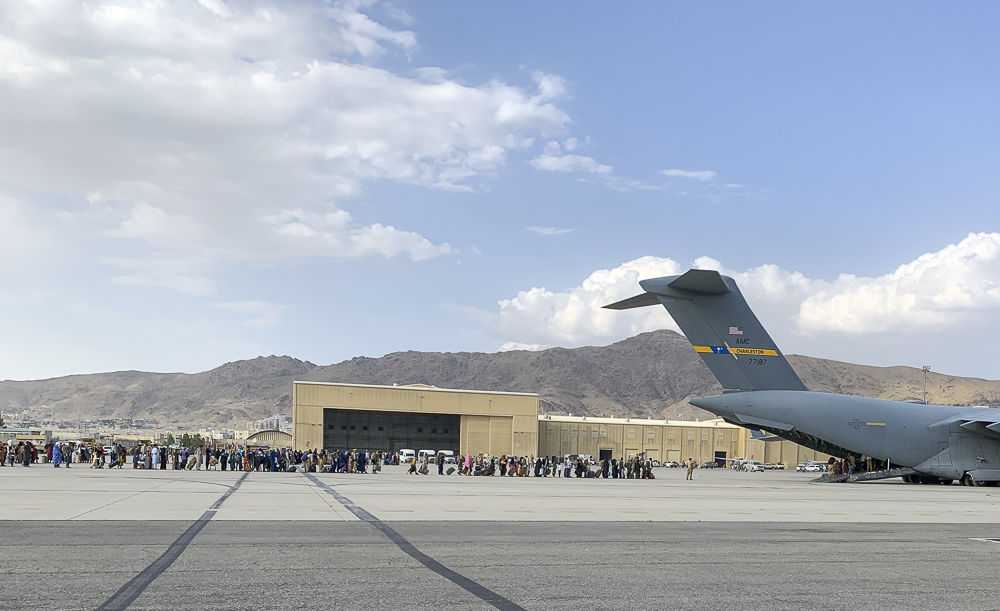
Des soldats du XVIII Airborne Corps des États-Unis surveillent les évacués qui montent à bord d'un avion, le 21 août.

Le 21 août, Reuters a rapporté que le personnel de la Banque mondiale basé à Kaboul et leurs familles immédiates avaient été évacués en toute sécurité parmi 350 personnes à bord d'un vol spécial de Pakistan International Airlines à destination d'Islamabad, au Pakistan. L'Indian Express a rapporté que les talibans avaient empêché 72 sikhs et hindous afghans de monter à bord d'un vol d'évacuation de l'armée de l'air indienne. Kim Sengupta de The Independent a rapporté qu'au moins quatre femmes ont été écrasées à mort dans une bousculade sur une route étroite menant à l'aéroport. Dans l'après-midi, le gouvernement américain a conseillé aux citoyens américains de ne pas se rendre à l'aéroport en raison des risques potentiels,. Le même jour, l'Indonésie a évacué 26 de ses ressortissants, ainsi que cinq Philippins et deux ressortissants afghans à bord du Boeing 737-400 de l' armée de l'air indonésienne avec un certain nombre de soldats du Koopsus TNI (en) ,.
Le 20 août, il a été rapporté que l'unité 01 de la Direction nationale de la sécurité travaillait aux côtés des forces de l'OTAN dans le pont aérien alors que ses membres refusaient de céder aux talibans. Ils devront être transportés par avion une fois que les troupes américaines auront quitté HKIA.
Le 22 août, l'Australian Broadcasting Corporation a révélé que le gouvernement australien avait refusé des visas à plus de 100 Afghans qui avaient travaillé comme gardes de sécurité pour l'ambassade d'Australie. Ce soir-là, Lloyd Austin, secrétaire américain à la Défense, a ordonné l'activation de la flotte aérienne de réserve civile américaine pour aider aux évacuations, seulement la troisième fois dans l'histoire depuis que la flotte a été activée. À la fin de la journée, au moins 28 000 personnes avaient été officiellement évacuées de Kaboul et 13 pays avaient accepté d'accueillir temporairement des réfugiés américains, mais des dizaines de milliers d'autres ressortissants étrangers et Afghans à risque sont restés bloqués à Kaboul .
En quelques jours en août, la Royal Australian Air Force a effectué cinq vols d'évacuation, avec la Royal New Zealand Air Force (RNZAF) en achevant un autre avant le 23 août.

### 23-26 août

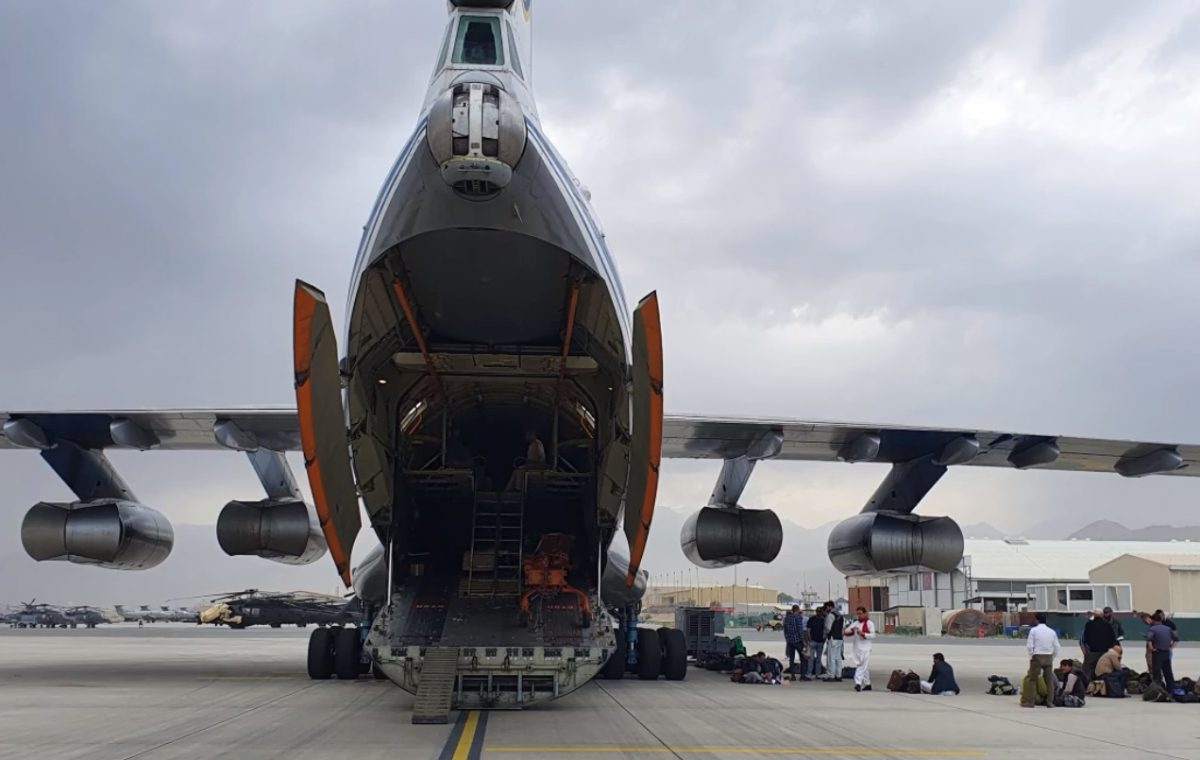
IL-76MD de la Force aérienne ukrainienne à l'aéroport de Kaboul en août 2021

Le 23 août, le gouvernement britannique a déclaré qu'il ne poursuivrait pas les évacuations après le retrait des forces américaines de l'aéroport ; cependant, le gouvernement demanderait aux Américains de ne pas se retirer à la fin du mois, lors d'une réunion d'urgence du G7 ,. Les talibans ont indiqué qu'ils ne seraient pas disposés à prolonger le 31 Date limite d'août pour le retrait américain. Vers 7 am, heure locale, un garde afghan a été tué et trois autres blessés dans une fusillade entre des troupes afghanes, américaines et allemandes et des assaillants non identifiés. L'Irlande a approuvé le déploiement d'une petite équipe de forces spéciales de l'Army Ranger Wing et de diplomates irlandais à l'aéroport de Kaboul afin d'évacuer les citoyens irlandais . Le gouvernement canadien a officiellement confirmé que les forces spéciales canadiennes avaient lancé des opérations à l'extérieur de l'aéroport pour aider à évacuer les gens ,. Le président Biden a déclaré que jusqu'à présent, les talibans avaient tenu leurs promesses et n'avaient pris aucune mesure contre les forces américaines contrôlant l'aéroport de Kaboul.
Le 23 août, Gulf News a rapporté que depuis le 14 août, Pakistan International Airlines (PIA) avait évacué 1 400 personnes de Kaboul, dont des diplomates, des médias étrangers, des journalistes afghans et du personnel d'organisations internationales. L'Union européenne (UE) et la Banque asiatique de développement (BAD) ont également demandé aux autorités pakistanaises de les aider à évacuer leurs employés et leurs familles en Afghanistan. Les responsables de l'UE ont demandé l'évacuation urgente d'au moins 420 personnes tandis que la BAD a demandé l'évacuation de 290 personnes. PIA est également la seule compagnie aérienne commerciale qui opère encore des vols à destination et en provenance de Kaboul.
Le 24 août, Yevgheniy Yenin (en), le vice-ministre ukrainien des Affaires étrangères, a affirmé qu'un vol d'évacuation avait été détourné et envoyé en Iran ; cependant, les gouvernements iranien et ukrainien ont nié qu'un tel événement se soit produit. La Corée du Sud a transporté par avion 380 Afghans qui avaient travaillé à l'ambassade de Corée ou dans des hôpitaux et des centres de formation professionnelle gérés par les forces d'ingénierie et de reconstruction coréennes. Le DOD a rapporté que 21 600 personnes avaient été évacuées d'Afghanistan via l'aéroport international Hamid Karzai au cours des 24 heures précédentes. Il s'agissait d'une augmentation significative de la vitesse des évacuations avant la date limite de retrait du 31 août. Le nombre total de personnes évacuées d'Afghanistan via l'aéroport au cours des dix jours précédents était de 70 700. Les efforts d'évacuation ont eu lieu en même temps qu'un retrait militaire américain progressif ; plusieurs centaines de militaires occupant des rôles de soutien jugés non essentiels se sont retirés les jours précédents, tandis que 5 800 soldats de l'armée américaine et des Marines américains sont restés pour garder l'aéroport . Parmi les forces de protection américaines se trouvaient un élément du quartier général de la 82e division aéroportée, deux bataillons du Corps des Marines des États-Unis (2-1 et 1-8) et le 4e bataillon, 31e régiment d'infanterie, 10e division de montagne.
Le 24 août, six employés fidjiens des Nations Unies avaient été évacués avec l'aide des forces australiennes.
Le 26 août, le premier convoi de 225 soldats turcs et 120 soldats azerbaïdjanais est rentré en Turquie. Et il a été annoncé que 1129 civils avaient été évacués au total.
Le 26 août, il a été rapporté que des responsables américains à Kaboul avaient donné aux talibans une liste de noms de citoyens américains, de détenteurs de cartes vertes et d'alliés afghans pour autoriser l'entrée à l'aéroport pour évacuation. Biden a déclaré que le gros du groupe avait été autorisé à entrer dans l'aéroport par les talibans, mais il ne pouvait pas dire avec certitude s'il y avait une liste de noms transmise aux talibans,. Le même jour, quelques heures avant l'attaque de l'aéroport, le Canada a annoncé qu'il mettait fin à sa mission d'évacuation en Afghanistan, laissant un nombre inconnu d'alliés canadiens et afghans bloqués. L'Australie, Belgique, la République tchèque, le Danemark, l'Allemagne, la Hongrie, les Pays-Bas, la Nouvelle-Zélande et la Pologne ont également annoncé la fin de leurs évacuations,,,,.
Le 26 août, 12 500 autres personnes ont été évacuées d'Afghanistan.

#### Attaque-suicide
Le 26 août, une explosion s'est produite devant la Abbey Gate de l'aéroport international Hamid Karzaï. L'État islamique d'Irak et du Levant - Province du Khorasan (EIIL-K) a revendiqué l'attaque,. ISIL-K est un ennemi juré des États-Unis et des talibans. L'attaque a été perpétrée par un kamikaze qui a fait exploser un gilet explosif de 25 livres caché sous des vêtements, à proximité d'un groupe de militaires américains qui effectuaient des contrôles de sécurité sur les Afghans espérant entrer dans l'aéroport.
Selon les autorités sanitaires locales, au moins 170 personnes ont été tuées  et environ 150 autres ont été blessées dans l'attaque. Le bombardement a eu lieu à la porte de l'aéroport. La majorité des personnes tuées étaient des civils afghans, mais 13 militaires américains (10 Marines, deux soldats et un membre de la Marine) et 2 ressortissants britanniques figuraient également parmi les morts,. Un responsable taliban a déclaré que 28 membres talibans avaient été tués dans l'attaque, mais un porte-parole taliban a par la suite nié que l'un de leurs combattants avait été tué. Les blessés comprenaient de nombreux Afghans et 18 soldats américains. Les blessés américains ont été évacués vers le Landstuhl Regional Medical Center (en) près de la base aérienne de Ramstein, en Allemagne .
Le bombardement a perturbé les efforts d'évacuation, bien que les vols aient repris peu de temps après. Le général Frank McKenzie, chef du Commandement central des États-Unis, a indiqué que les responsables américains étaient en état d'alerte pour d'éventuelles attaques futures de l'EIIL-K contre l'aéroport, peut-être au moyen de roquettes ou de voitures piégées ; McKenzie a déclaré que des renseignements étaient partagés avec les talibans et que certaines attaques avaient été déjouées par les talibans.
Après l'attaque de l'aéroport, les États-Unis ont mené une frappe antiterroriste de drone sur un planificateur de l'EIIL-K à Jalalabad, dans la province orientale de Nangarhar. La frappe aérienne aurait tué la cible et n'aurait fait aucune victime civile.

### 27 août
Le 27 août, l'Australie, la France, l'Italie, la Nouvelle-Zélande, la Norvège, l'Espagne, la Suède et la Suisse ont annoncé la fin de leurs vols d'évacuation,,,,,. Le dernier vol de l'armée de l'air italienne a achevé l'évacuation de 5 011 personnes, dont 4 890 citoyens afghans.
Le 27 août, 120 soldats azerbaïdjanais ont débarqué à Bakou en provenance de Turquie.
Le 27 août, le deuxième convoi de soldats turcs a débarqué à Ankara et la Turquie a annoncé que toutes les évacuations militaires turques étaient terminées.

### 28 août

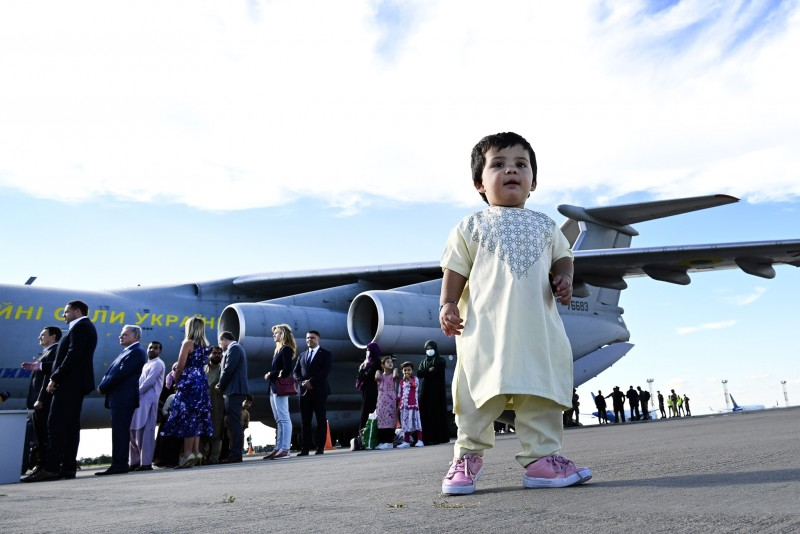
Réfugiés afghans évacués par l'armée de l'air ukrainienne à l'aéroport de Boryspil en Ukraine, le 28 août

Le 28 août, le Royaume-Uni a mis fin à son évacuation des civils britanniques . Au plus fort des efforts d'évacuation du Royaume-Uni, plus de 1 000 soldats britanniques se trouvaient à Kaboul ; le 28 août, certains étaient déjà partis. Le gouvernement britannique a confirmé plus tard que tous les soldats, diplomates et autres responsables britanniques avaient quitté l'Afghanistan le lendemain.
Le même jour, il a été signalé que les talibans et la Turquie étaient parvenus à un projet d'accord permettant à la Turquie d'exploiter l'aéroport de Kaboul après le départ des forces américaines, pour une période de transition,. Les responsables turcs ont cependant déclaré que le pays n'aiderait pas à gérer l'aéroport à moins qu'il ne puisse déployer ses propres forces de sécurité pour le garder.

### 29 août
Le 29 août 2021, Associated Press a rapporté que les talibans avaient bouclé l'aéroport alors que les États-Unis et leurs alliés mettaient fin au pont aérien.
L'armée américaine a mené une frappe de drone (en) contre un véhicule qui, selon elle, transporterait au moins un kamikaze de l'EIIL-KP à Kaboul, qui tentait d'atteindre l'aéroport de Kaboul pour l'attaquer. L'attaque a déclenché les explosifs à l'intérieur du véhicule, tuant trois enfants dans un bâtiment voisin, selon des responsables afghans. Un parent du défunt a déclaré à CNN que neuf personnes appartenant à la même famille, dont six enfants, avaient été tuées en raison de la frappe aérienne. Le porte-parole des talibans, Zabihullah Mujahid, a critiqué les États-Unis pour avoir mené la frappe au lieu d'informer le groupe des assaillants, et a déclaré que sept civils avaient été tués à cause de cela.
Selon des proches, au moins 10 personnes qui vivaient dans le bâtiment à côté du véhicule ciblé ont été tuées, dont six enfants. Certaines des personnes tuées travaillaient auparavant pour des organisations internationales et détenaient des visas leur permettant d'entrer aux États-Unis. Des responsables américains ont déclaré qu'il y avait eu un certain nombre d'explosions ultérieures importantes et puissantes à la suite de la frappe de drones, indiquant que le véhicule transportait des explosifs et qu'ils enquêtaient sur des informations faisant état de victimes civiles. Un autre voisin a déclaré qu'ils estimaient que le nombre de morts pourrait s'élever à vingt.
Pendant ce temps, 98 pays, dont les États-Unis, ont conclu un accord avec les talibans pour poursuivre les évacuations au-delà de la date limite de retrait du 31 août.
Les talibans ont quant à eux insisté pour prendre eux-mêmes en charge la sécurité de l'aéroport international Hamid‑Karzai à la place de la Turquie, le porte-parole Zabihullah Mujahid déclarant que leurs propres forces spéciales garantiraient sa sécurité.

### 30 août
Un responsable américain a déclaré à Reuters que les défenses antimissiles avaient intercepté cinq roquettes visant l'aéroport international Hamid Karzai. Pajhwok Afghan News a quant à lui rapporté que plusieurs roquettes avaient frappé Kaboul. L'EIIL-KP a revendiqué l'attaque.
Plus tard dans la soirée, le général Kenneth F. McKenzie Jr. a annoncé que les États-Unis avaient terminé leur évacuation d'Afghanistan.
Les deux derniers Américains à embarquer sur un vol d'évacuation étaient l'ambassadeur par intérim Ross Wilson (en), le plus haut diplomate américain en poste en Afghanistan, et le dernier soldat à quitter l'Afghanistan, le général de division Chris Donahue, commandant général de la 82e division aéroportée. Le dernier vol, un C-17 de l'US Air Force, a décollé à 23h59 (heure locale) le 30 août.

## Destinations d'évacuation

Installation d'un camp de réfugiés à la base aérienne de Ramstein en Allemagne.

La plus grande base gérant le flux initial d'évacués afghans était la base militaire d'Al-Udeid à l'extérieur de Doha, au Qatar, où les évacués étaient contrôlés par rapport à la liste de surveillance des terroristes du Centre national de lutte contre le terrorisme.
La base aérienne de Ramstein, en Allemagne, la plus grande base de l'US Air Force en Europe, a été également une plaque tournante pour le traitement des évacués afghans qui avaient aidé les États-Unis et leurs alliés pendant la guerre en Afghanistan,. La base peut accueillir jusqu'à 12 000 personnes évacuées. Les évacués ont subi des examens médicaux et ont été scannés biométriquement, et 30 000 repas chauds ont été servis quotidiennement ; les évacués ont été hébergés dans des hangars à avions et des tentes militaires. Le 22 août, environ 7 000 personnes avaient débarqué à Ramstein et environ 6 500 restaient à la base. Environ 700 sont partis sur quatre vols vers les États-Unis les 23 et 24 août et le 25 août, ce nombre est passé à environ 800.
Le DOD a établi des logements temporaires dans des bases militaires en Virginie, au Texas, au Wisconsin et au New Jersey pour les réfugiés afghans. Des logements temporaires pour réfugiés ont été mis en place à Fort Lee (Virginie), Fort Bliss (Texas), Fort Dix (New Jersey) et Fort McCoy (en) (Wisconsin), avec une capacité totale de 25 000 personnes. Fort Lee a été le premier à recevoir les évacués de l'opération Allied Refuge, avec 221 arrivants au fort le 30 juillet. Fort Pickett (en) (Virginie) a été également un site d'hébergement temporaire pour les réfugiés afghans.
Le 17 août 2021, le gouvernement du Royaume-Uni a annoncé un nouveau programme visant à réinstaller 20 000 réfugiés afghans sur une période de cinq ans au Royaume‑Uni,.
Le 23 août, le premier vol des évacués afghans était arrivé en Nouvelle-Zélande à bord d'un avion RNZAF Lockheed C-130 Hercules. Le 26 août, les Forces de défense néo-zélandaises avaient évacué 370 personnes d'Afghanistan, dont un nombre indéterminé de détenteurs de passeports néo-zélandais, australiens et afghans. Le 28 août, les évacués ont été transférés aux Émirats arabes unis en attendant de se rendre en Nouvelle-Zélande,.

### Le rôle du Pakistan dans les évacuations
Au 27 août, le Pakistan avait aidé à évacuer plus de 7 000 étrangers de l'Afghanistan voisin par des voies aériennes et terrestres depuis la chute de Kaboul. Au 27 août, plus de 113 vols militaires et commerciaux ont atterri au Pakistan. Dawn a rapporté qu'environ 400 vols spéciaux transportant des ressortissants afghans et des étrangers en provenance de Kaboul sont partis et sont arrivés à Islamabad. Le 27 août 2021, le ministre pakistanais de l'Intérieur, Rashid Ahmed, a annoncé que le gouvernement pakistanais avait décidé d'offrir des visas de transit de 21 jours aux évacués.
Le Premier ministre danois Mette Frederiksen  et le Premier ministre néerlandais Mark Rutte, ont remercié le Pakistan pour son soutien et sa facilitation de l'évacuation des personnes bloquées en Afghanistan. L'ambassadeur d'Allemagne au Pakistan, Bernhard Schlagheck, a remercié les autorités pakistanaises pour leur coopération à l'aéroport international d'Islamabad.
La directrice générale du Fonds monétaire international Kristalina Georgieva et le président de la Banque asiatique de développement Masatsugu Asakawa ont salué les efforts du Pakistan pour évacuer le personnel des institutions financières respectives et leurs familles d'Afghanistan. Lors d'un entretien téléphonique avec le Premier ministre pakistanais Imran Khan, le président du Conseil européen Charles Michel l'a également remercié pour l'évacuation des ressortissants européens travaillant pour différentes organisations internationales en Afghanistan, tandis que David Beasley, directeur exécutif du Programme alimentaire mondial (PAM), a salué le soutien du Pakistan à la réparation des avions endommagés du PAM revenant de Kaboul et à l'établissement d'un pont aérien humanitaire .

## Réactions
Le 28 août, un groupe d'Afghans qui avaient travaillé comme gardes de sécurité à l'ambassade de Finlande à Kaboul a organisé une manifestation contre le fait d'être laissé pour compte en Afghanistan.